# 小行星2555
小行星2555（2555 Thomas）是一颗围绕太阳公转的小行星。1980年7月17日，愛德華·鮑威爾在可可尼诺县发现了此天体。
該小行星以美國天文學家諾曼·G·托馬斯命名。
这颗小行星的绝对星等为88.40903922505464等。